# Aridelus reticulatus
Aridelus reticulatus är en stekelart som beskrevs av Chou 1987. Aridelus reticulatus ingår i släktet Aridelus och familjen bracksteklar. Inga underarter finns listade.